# Goeția

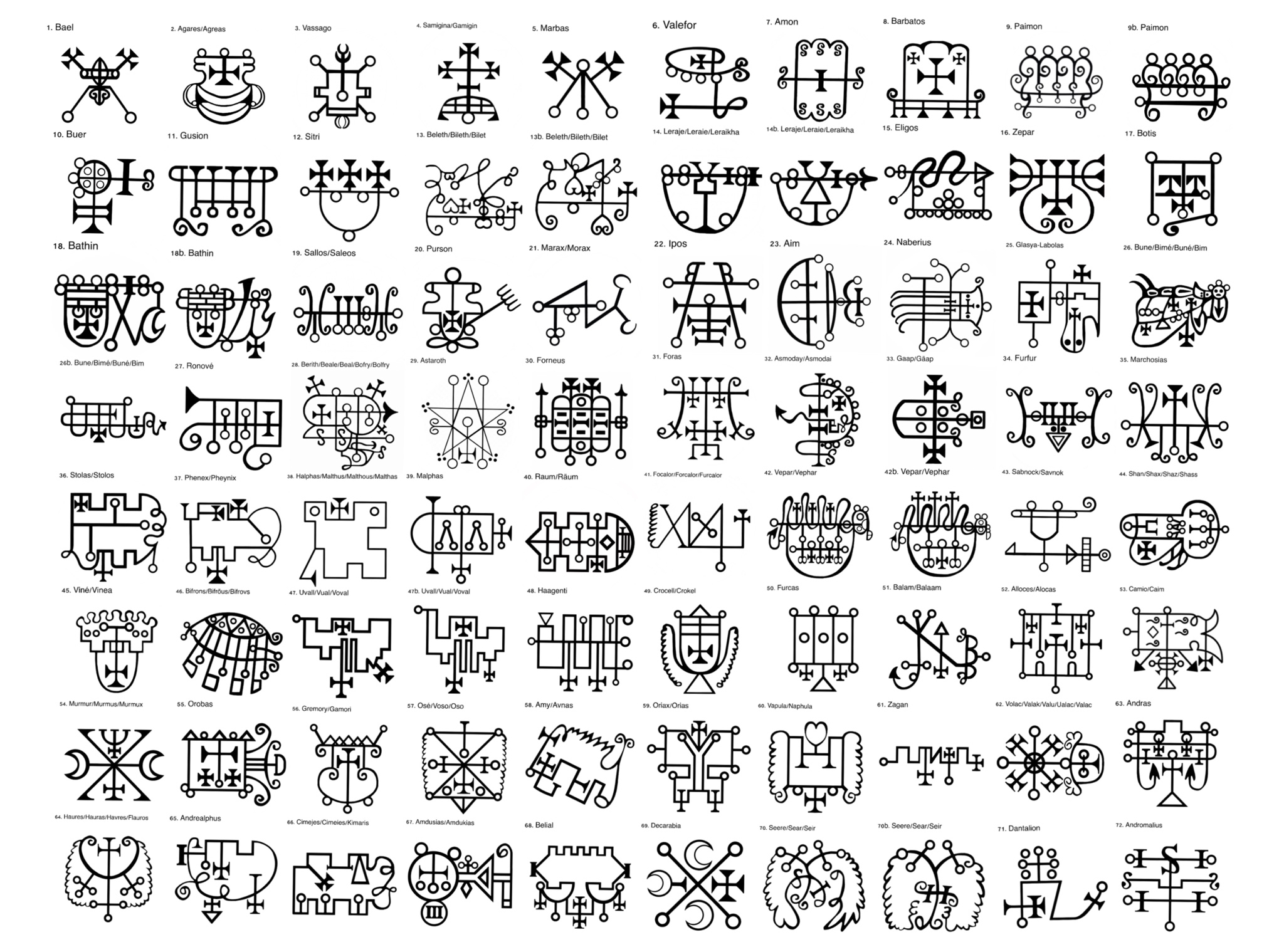
Cele 72 de sigile

Goeția (Goetia) (latină medievală), din cuvântul în greacă γοητεία goēteia vrăjitorie) se referă la o serie de practici care include invocarea îngerilor sau a demonilor. Termenul provine în mare parte din cartea din secolul al XVII-lea atribuită lui Solomon denumită Lemegeton sau Cheia lui Solomon, carte în care apare o primă secțiune denumită Ars Goetia. Aceasta conține descrieri ale evocării a 72 de demoni și a devenit faimoasă pentru că a fost editată de Aleister Crowley, în 1904, sub denumirea The Book of the Goetia of Solomon the King (Cartea Goetiei a regelui Solomon).